# مارمولکی در پوست زن
مارمولکی در پوست زن (ایتالیایی: Una lucertola con la pelle di donna) یک فیلم جالوی ایتالیایی به کارگردانی لوچو فولچی محصول سال ۱۹۷۱ است.

## بازیگران
- فلوریندا بولکن
- ژان سورل
- استنلی بیکر
- لئو گن
- سیلویا مونتی
- آلبرتو د مندوسا
- الی گالیانی
- ژرژ ریگاد
- اتزیو مارانو
- تونی آدامز
- فرانکو بالدوچی
- آنیتا استریندبری